# ترين أشلي
ترين أشلي (بالإنجليزية: Teryn Ashley)‏ مواليد 12 ديسمبر 1978 في بوسطن، ماساتشوستس، الولايات المتحدة، هي لاعبة كرة مضرب أمريكية سابقة بدأت مسيرتها كمحترفة سنة 2001 وكانت تلعب باليد اليمنى، اعتزلت اللعب في يناير 2006. أعلى تصنيف لها في الفردي كان المركز الـ 95 في سنة 2004. أعلى تصنيف لها في الزوجي كان المركز الـ 59 في سنة 2003.

## روابط خارجية
- ترين أشلي على موقع رابطة محترفات التنس (الإنجليزية)
- ترين أشلي على موقع الاتحاد الدولي لكرة المضرب (الإنجليزية)
- ترين أشلي على موقع خلاصة التنس.كوم (الإنجليزية)